# Ідріс Ельба
Ідрісса Акуна «Ідріс» Ельба (англ. Idrissa Akuna Elba; [ˈɪdrəs ˈɛlbə]; нар. 6 вересня 1972, Гекні, Лондон, Англія) — сьєрра-леонський актор, музикант і ді-джей. Найбільш знаний ролями наркобарона Рассела «Стрінгера» Белла в серіалі «Дроти», детектива Джона Лютера у серіалі каналу BBC One «Лютер» і Нельсона Мандели у біографічному фільмі 2013 року «Мандела: Довгий шлях до свободи». П'ять разів потрапляв у список номінантів на премію Золотий глобус за найкращу чоловічу роль у мінісеріалі або в телевізійному фільмі, одну з яких виборов, шість разів номінований на прайм-тайм премію «Еммі».
Ельба з'являвся у таких фільмах, як «Гангстер» (2007), «Нальотчики» (2010), «Тор» (2011), «Прометей» (2012), «Тихоокеанський рубіж» (2013), «Тор 2: Царство темряви» (2013), і «Безрідні звірі» (2015).

## Ранні роки
Народився майбутній актор у Гекні, Лондон. Таким чином він по праву народження одразу отримав британське королівське підданство. Батько Ідріса, Вінстон, уродженець республіки Сьєрра-Леоне, мати — із Гани. Батьки одружились у Сьєрра-Леоне та переїхали у Лондон. У 1986 році Ельба почав допомагати дядьку з його весільним ді-джей бізнесом; через рік разом з друзями заснував власну ді-джей компанію.
У 1988 році Ідріс покинув школу і завдяки гранту в £1 500 трасту британського принца виграв місце у Національному молодіжному музичному театрі (мистецька організація Великої Британії, що надає початкову професійну освіту та сценічний досвід гри у мюзиклах молодим людям). Першими стали ролі у телевізійній програмі «Crimewatch», яка реконструює основні нерозкриті злочини. Аби забезпечувати себе між зйомками у «Crimewatch», він підробляв на шиномонтажі, у рекламному кол-центрі, в нічну зміну на Форд Дагенхем. У 19 років працював у нічних клубах ді-джеєм під псевдонімом Big Driis, але після двадцяти почав прослуховуватися на телевізійні ролі.

## Акторська кар'єра

### Телебачення
У 1995 році Ельба виконав свою першу головну роль у британському медичному телесеріалі «Bramwell». Він зіграв героя з епізоду першого сезону — африканського злодюжку на ім'я Чарлі Картер, який втратив свою білу дружину під час пологів і має з'ясувати, як допомагати своїй новонародженій доньці. Його першою указаною в титрах роботою стала другорядна роль жиголо у сіткомі «Absolutely Fabulous». Опісля було багато другорядних ролей у серіалах, включаючи «The Bill», «The Ruth Rendell Mysteries», «Family Affairs», «Ultraviolet», «Dangerfield». Невдовзі він вирішив переїхати до Нью-Йорка. У 2001 році Ельба зіграв Ахіллеса у виставі «Троїл і Крессіда».
Після другорядної ролі у «Законі і порядку» Ідріс отримав головну роль у драмі HBO «Дроти». З 2002 по 2004 роки Ельба зображав Рассела Белла — можливо, найвідоміша його роль у Сполучених Штатах. У 2005 році зіграв капітана Августіна Муганзу в драмі «Якось у квітні» про геноцид у Руанді.
У вересні 2009 року Ельба підписав контракт на головну роль у шести епізодах серіалу BBC «Лютер», який вийшов на екрани 4 травня 2010 року. На 69-й церемонії вручення нагород премії «Золотий глобус» (15 січня 2012) Ельба отримав премію у номінації «Найкращий актор у міні-серіалі або телефільмі» за роль у кримінальному трилері «Лютер».

### Кіно
У 2007 році, Ельба підписався на головну роль у мелодрамі «Татусеві доньки Тайлера Перрі», де виконав роль Монті, механіка, який закохується в адвокатку, що допомагає йому отримати опіку над своїми дітьми. Він з'явився у «28 тижнів потому» (2007) та «Цього Різдва» (2007), яка заробила майже в 50 млн доларів у прокаті.
2010 року з'явився у трилері «Нальотчики». В 2011 році виконав роль Гаймдалла у супергеройському фільмі «Тор», знятому за однойменним коміксом Marvel Comics.
У лютому 2012 року Ельба підтвердив, що він буде грати Нельсона Манделу у фільмі «Мандела: Довгий шлях до свободи», що базується на однойменній автобіографії. У рамках своєї підготовки до ролі Ельба провів ніч на самоті, замкнений у клітці, на острові Роббенайланді. Ця роль принесла йому номінацію на премію «Золотий глобус» у категорії «Найкращий актор у драматичному фільмі».
Озвучив тигра Шер Хана в кіноадаптації «Книги джунглів» режисера Джона Фавро. Ельба також знявся у фільмі «Безрідні звірі», прем'єра якого відбулася на Netflix, за який він отримав номінацію на премію Золотий глобус і премію БАФТА. Продюсерка бондіани Барбара Брокколі називала Ідріса Ельбу головним претендентом на роль наступного агента 007.
У 2023 році озвучив персонажа Соломона Ріда в доповненні Phantom Liberty для відеогри Cyberpunk 2077 від CD Projekt Red.
У 2025 році зіграв головні ролі у бойовику «Глави держав» і політичному трилері «Дім динаміту».

## Музична кар'єра

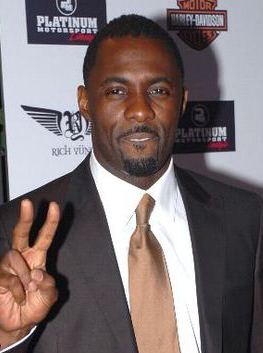
На премії American Music Awards у 2007

Ельба з'явився в музичних кліпах Fat Joe (2002), Енджі Стоуна (2004) та репер Гіггза (2010). У 2006 році він записав мініальбом із чотирма піснями «Велика людина» для Hevlar Records. Він був співпродюсером альбому «American Gangster» Jay-Z. Був ді-джеєм на NBA All Star у 2007 році у Лас-Вегасі.
У серпні 2009 року у журналі «Essence» він анонсував мініальбом «Kings Among Kings». У Великій Британії, в лютому 2010 року, він випустив свій EP «High Class Problems Vol. 1», за який отримав безліч нагород, включаючи номінацію на Billboard Music Awards.
У 2012 році Ельба став співрежисером музичного відео до пісні «Lover of the Light» гурту «Mumford & Sons».

## Приватне життя
У 2019 році Ідріс Ельба отримав громадянство своєї рідної країни Сьєрра-Леоне, що його влаштовує, адже будучи громадянином своєї рідної країни, він продовжує залишатися підданим останнього монарха Сьєрра-Леоне Королеви Єлизавети.
4 березня 2020 року в актора виявили коронавірус SARS-CoV-2, згодом стало відомо, що від нього захворіла й дружина. 1 квітня на своїй сторінці у твітері Ельба повідомив, що в нього більше немає симптомів COVID-19. Проте актор додав, що має астму та хвилюється про стан свого здоров'я у зв'язку з коронавірусом.

## Фільмографія

### Актор
| Рік       |    | Українська назва                  | Оригінальна назва                  | Роль                                   |
| --------- | -- | --------------------------------- | ---------------------------------- | -------------------------------------- |
| 1994—1995 | с  | Суто англійське вбивство          | The Bill                           | Алекс Мейсон/Эрл Лі                    |
| 1995      | с  |                                   | Absolutely Fabulous                | Гілтон                                 |
| 1997      | с  | Мовчазний свідок                  | Silent Witness                     | Чарлі                                  |
| 1999      | ф  |                                   | Belle Maman                        | Грегуар                                |
| 2001      | с  | Закон і порядок                   | Law & Order                        | Лонні Лістон                           |
| 2001      | ф  | Солдати Буффало                   | Buffalo Soldiers                   | Кімборо                                |
| 2002—2004 | с  | Прослушка                         | The Wire                           | Рассел «Стрінгер» Белл                 |
| 2003      | с  | C.S.I.: Місце злочину Маямі       | CSI: Miami                         | Анджело Седаріс                        |
| 2003      | ф  | Одна любов                        | One Love                           | Аарон                                  |
| 2005      | с  | Подруги                           | Girlfriends                        | Пол                                    |
| 2005      | тф | Якось у квітні                    | Sometimes in April                 | Августін Муганза                       |
| 2006      | тф |                                   | All in the Game                    | Пол                                    |
| 2007      | ф  | Жнива                             | The Reaping                        | Бен                                    |
| 2007      | ф  | 28 тижнів потому                  | 28 Weeks Later                     | генерал Стоун                          |
| 2007      | ф  | Гангстер                          | American Gangster                  | Танго                                  |
| 2007      | ф  | Татусеві доньки                   | Daddy's Little Girls               | Монті Джеймс                           |
| 2007      | ф  |                                   | This Christmas                     | Квентін                                |
| 2008      | ф  | Рок-н-рольник                     | RocknRolla                         | Буркотун                               |
| 2008      | ф  |                                   | Prom Night                         | детектив Вінн                          |
| 2008      | ф  |                                   | The Human Contract                 | Ларрі                                  |
| 2009      | ф  | Ненароджений                      | The Unborn                         | Артур Уїндам                           |
| 2009      | ф  | Одержимість                       | Obsessed                           | Дерек Чарльз                           |
| 2009      | с  | Офіс                              | The Office                         | Чарльз Майнер                          |
| 2010      | ф  | Невдахи                           | The Losers                         | Рок                                    |
| 2010      | с  | Невиліковне Це                    | The Big C                          | Ленні                                  |
| 2010      | ф  | Хлопчики-нальотчики               | Takers                             | Гордон Козьє                           |
| 2010      | ф  |                                   | Legacy                             | Малкольм Грей                          |
| 2010—2019 | с  | Лютер                             | Luther                             | Джон Лютер                             |
| 2011      | ф  | Тор                               | Thor                               | Геймдалл                               |
| 2011      | мс | ATHF                              | Aqua Teen Hunger Force             | офіцер поліції                         |
| 2012      | ф  | Примарний вершник 2               | Ghost Rider: Spirit of Vengeance   | Моро                                   |
| 2012      | ф  | Прометей                          | Prometheus                         | капітан Янек                           |
| 2013      | ф  | Тихоокеанський рубіж              | Pacific Rim                        | Стакер Пентекост                       |
| 2013      | ф  | Тор 2: Царство темряви            | Thor: The Dark World               | Геймдалл                               |
| 2013      | ф  | Мандела: Довгий шлях до свободи   | Mandela: Long Walk to Freedom      | Нельсон Мандела                        |
| 2014      | ф  | Друге пришестя                    | Second Coming                      | Марк                                   |
| 2014      | ф  |                                   | No Good Deed                       | Колін                                  |
| 2015      | ф  | Ґанмен                            | The Gunman                         | спеціальний агент «Інтерполу» «Дюпонт» |
| 2015      | ф  | Месники: Ера Альтрона             | The Avengers: Age of Ultron        | Геймдалл                               |
| 2015      | ф  | Безрідні звірі                    | Beasts of No Nation                | командир                               |
| 2016      | мф | Зоотрополіс                       | Zootopia                           | шеф Гримало (озвучування)              |
| 2016      | ф  | Книга джунглів                    | The Jungle Book                    | Шерхан (озвучування)                   |
| 2016      | ф  | День взяття Бастилії              | Bastille Day                       | Шон Брайар                             |
| 2016      | мф | У пошуках Дорі                    | Finding Dory                       | Флюк (озвучування)                     |
| 2016      | ф  |                                   | 100 Streets                        | Макс                                   |
| 2016      | ф  | Стартрек: За межами Всесвіту      | Star Trek Beyond                   | Кролл                                  |
| 2017      | с  |                                   | Five by Five                       | Альфа Еш                               |
| 2017      | с  |                                   | Guerrilla                          | Кент                                   |
| 2017      | ф  | Темна вежа                        | The Dark Tower                     | Роланд Дескейн                         |
| 2017      | ф  | Гра Моллі                         | Molly's Game                       | Чарлі Джеффі                           |
| 2017      | ф  | Гора між нами                     | The Mountain Between Us            | Бен Басс                               |
| 2017      | ф  | Тор: Раґнарок                     | Thor: Ragnarok                     | Геймдалл                               |
| 2017      | тф | Нагороди ФІФА для найкращих 2017  | The Best FIFA Football Awards 2017 | ведучий                                |
| 2018      | ф  | Месники: Війна нескінченності     | Avengers: Infinity War             | Геймдалл                               |
| 2018      | с  |                                   | In The Long Run                    | Волтер                                 |
| 2018      | тф | Нагороди ФІФА для найкращих 2018  | The Best FIFA Football Awards 2018 | ведучий                                |
| 2019      | ф  | Форсаж: Гоббс та Шоу              | Fast & Furious: Hobbs & Shaw       | Брікстон                               |
| 2019      | ф  | Кішки                             | Cats                               | Макавіті                               |
| 2019      | с  | Суботнього вечора в прямому ефірі | Saturday Night Live                | у ролі самого себе                     |
| 2020      | ф  |                                   | Concrete Cowboy                    | Ґарп                                   |
| 2021      | ф  | Загін самогубців 2                | The Suicide Squad                  | Бладспорт                              |
| 2021      | ф  | Гірка помста                      | The Harder They Fall               | Руфус Бак                              |
| 2022      | ф  | Їжак Сонік 2                      | Sonic the Hedgehog 2               | Єхидна Наклз (голос)                   |
| 2022      | ф  | Тор: Любов і грім                 | Thor: Love and Thunder             | Геймдалл                               |
| 2022      | ф  | Три тисячі років туги             | Three Thousand Years of Longing    | Джин                                   |
| 2022      | ф  | Звір                              | Beast                              | доктор Нейт Семюелс                    |
| 2023      | ф  | Лютер: Сонце на спаді             | Luther: The Fallen Sun             | Джон Лютер                             |
| 2023      | ф  | Евакуація 2                       | Extraction 2                       | Олкотт                                 |
| 2023      | с  | Перехоплений рейс                 | Hijack                             | Сем Нельсон                            |
| 2024      | с  | Наклз                             | Knuckles                           | Наклз                                  |
| 2024      | ф  | Їжак Сонік 3                      | Sonic the Hedgehog 3               | Єхидна Наклз (голос)                   |
| 2025      | ф  | Глави держав                      | Heads of State                     | Сем Кларк                              |
| 2025      | ф  | Дім динаміту                      | A House of Dynamite                |                                        |
| 2026      | ф  | Володарі всесвіту                 | Masters of the Universe            | Man-At-Arms                            |

### Відеоігри
| Рік  | Назва                           | Роль голосу         | Примітки                              |
| ---- | ------------------------------- | ------------------- | ------------------------------------- |
| 2011 | Call of Duty: Modern Warfare 3  | SFC «Truck»         |                                       |
| 2014 | FIFA 15                         | Голос в трейлері E3 |                                       |
| 2016 | Tom Clancy's Rainbow Six: Siege | Телевізійна реклама |                                       |
| 2019 | NBA 2K20                        | Тренер Ерні Еймс    | MyCAREER Story                        |
| 2023 | Cyberpunk 2077: Ілюзія свободи  | Соломон Рід         | Один з основних персонажей доповнення |

### Режисер, сценарист, продюсер
| Рік       |    | Українська назва | Оригінальна назва             | Роль                  |
| --------- | -- | ---------------- | ----------------------------- | --------------------- |
| 2010      | ф  |                  | Legacy                        | виконавчий продюсер   |
| 2010—2019 | с  | Лютер            | Luther                        | асоціативний продюсер |
| 2011      | тф |                  | How Hip Hop Changed the World | виконавчий продюсер   |
| 2011      | ф  |                  | Demons Never Die              | виконавчий продюсер   |
| 2013      | с  |                  | Playhouse Presents            | режисер, сценарист    |
| 2014      | ф  |                  | No Good Deed                  | виконавчий продюсер   |
| 2017      | с  |                  | Guerrilla                     | виконавчий продюсер   |
| 2018      | ф  |                  | Yardie                        | режисер               |

## Нагороди
| Рік  | Фільм/Серіал                    | Нагорода                                                                                    | Результат |
| ---- | ------------------------------- | ------------------------------------------------------------------------------------------- | --------- |
| 2005 | Якось у квітні                  | NAACP Image Award за найкращу чоловічу роль у телефільмі, серіалі                           | Номінація |
| 2007 | Гангстер                        | Премія Гільдії кіноакторів США за найкращий акторський склад в ігровому кіно                | Номінація |
| 2009 | Обсесія                         | NAACP Image Award за найкращу чоловічу роль в ігровому кіно                                 | Номінація |
| 2010 | Лютер                           | Премія «Золотий глобус» за найкращу чоловічу роль міні-серіалу або телефільму               | Номінація |
| 2011 | Нальотчики                      | NAACP Image Award за найкращу чоловічу роль другого плану                                   | Номінація |
| 2011 | Лютер                           | NAACP Image Award за найкращу чоловічу роль у телефільмі, міні-серіалі                      | Перемога  |
| 2011 | Невиліковне Це                  | Прайм-тайм премія «Еммі» у категорії «Найкращий запрошений актор у комедійному телесеріалі» | Номінація |
| 2011 | Лютер                           | Премія «Золотий глобус» за найкращу чоловічу роль міні-серіалу або телефільму               | Перемога  |
| 2011 | Лютер                           | Премія «Еммі» за найкращу чоловічу роль у міні-серіалі або фільмі                           | Номінація |
| 2011 | Лютер                           | Премія «Супутник» за найкращу чоловічу роль у міні-серіалі або телефільмі                   | Номінація |
| 2012 | Лютер                           | Премія «Еммі» за найкращу чоловічу роль у міні-серіалі або фільмі                           | Номінація |
| 2014 | Мандела: Довгий шлях до свободи | Премія «Золотий глобус» за найкращу чоловічу роль — драма                                   | Номінація |
| 2014 | Лютер                           | Премія «Золотий глобус» за найкращу чоловічу роль міні-серіалу або телефільму               | Номінація |
| 2014 | Лютер                           | NAACP Image Award за найкращу чоловічу роль у телефільмі, міні-серіалі                      | Перемога  |
| 2014 | Лютер                           | Премія «Еммі» за найкращу чоловічу роль у міні-серіалі або фільмі                           | Номінація |
| 2015 | Безрідні звірі                  | Нагорода асоціації кінокритиків Вашингтона за найкращу чоловічу роль другого плану          | Перемога  |
| 2015 | Безрідні звірі                  | Премія БАФТА за найкращу чоловічу роль другого плану                                        | Номінація |
| 2015 | Безрідні звірі                  | Премія «Золотий глобус» за найкращу чоловічу роль другого плану — кінофільм                 | Номінація |
| 2015 | Безрідні звірі                  | Премія асоціації кіножурналістів Індіани за найкращу чоловічу роль другого плану            | Номінація |
| 2015 | Безрідні звірі                  | Незалежний дух за найкращу чоловічу роль другого плану                                      | Перемога  |
| 2015 | Безрідні звірі                  | Премія Гільдії кіноакторів США за найкращу чоловічу роль другого плану                      | Перемога  |
| 2015 | Безрідні звірі                  | Премія Гільдії кіноакторів США за найкращий акторський склад в ігровому кіно                | Номінація |
| 2015 | Лютер                           | Премія «Золотий глобус» за найкращу чоловічу роль у міні-серіалі або телефільмі             | Номінація |
| 2015 | Лютер                           | Critics' Choice Television Award за найкращу чоловічу роль у фільмі/міні-серіалі            | Перемога  |
| 2015 | Лютер                           | Премія Гільдії кіноакторів за найкращу чоловічу роль у міні-серіалі або телефільмі          | Перемога  |
| 2016 | Лютер                           | Премія Британської академії за найкращу чоловічу роль                                       | Номінація |
| 2016 | Лютер                           | Премія «Еммі» за кращу чоловічу головну роль у міні-серіалі чи фільмі                       | Номінація |
| 2017 | Книга джунглів                  | Нагорода NAACP Image Award за кращу озвучку персонажів                                      | Перемога  |
| 2017 | Книга джунглів                  | Премія Black Reel за видатну озвучку                                                        | Перемога  |
| 2017 | Зоотрополіс                     | Премія Black Reel за видатну озвучку                                                        | Номінація |
| 2017 | У пошуках Дорі                  | Премія Black Reel за видатну озвучку                                                        | Номінація |
| 2017 | Стартрек: За межами Всесвіту    | Kids’ Choice Awards найкращий злодій                                                        | Номінація |